# Aleksandar Ivanović
Aleksandar Ivanović (Kirin Serbia: Александар Ивановић; sinh 20 tháng 11 năm 1988) là một tiền vệ bóng đá Serbia thi đấu cho Metalac Gornji Milanovac ở Serbian SuperLiga.

## Sự nghiệp câu lạc bộ

### Metalac Gornji Milanovac
Anh bắt đầu chơi bóng lúc 9 tuổi ở Metalac Gornji Milanovac. Anh ra mắt cho đội một lúc 17 tuổi. Anh được cho mượn đến Bregalnica Štip trong một mùa giải. Anh được đề cử là cầu thủ có cú sút mạnh nhất đội.